# 十·八慘案
十·八慘案（葡萄牙語：Revolta dos Faitiões），又稱快艇事件或快艇暴動，是1846年10月8日在葡屬澳門發生的一場反抗葡萄牙王國政府管治的武裝抗爭。事件中有大批參與起義的華人船民遭到葡兵殺害，起義最終失敗，而清朝官員則對葡屬澳門當局作出讓步，原計劃對慘案的調查也不了了之。

## 事件背景
1846年1月22日，葡萄牙王國宣佈澳門為自由港，然而後來因海關被撤銷，政府失去了主要收入來源，故造成財政赤字。時任澳門總督彼亞度（葡萄牙語：José Gregório Pegado）以新設立的地產什一稅及公鈔代替以往的關稅收入，所有基督徒、葡萄牙人及外國人都被列為納稅者，他原本打算要求華人同樣分攤澳門政府的費用，然而最終因爭議性太大和不得人心而作罷（澳門原本實行華洋分治，澳門政府對在澳門的華人並無管轄權）。葡萄牙里斯本政府意識到相關問題，故向將赴澳門就任的新總督海軍上校亞馬留（中國文獻稱之為啞嗎嘞）的指令中添加一些補救措施，要求他在取消在澳海關被撤銷後，削減公共開支並制定一套新的稅收政策，解決澳門政府財政赤字的問題。葡萄牙殖民大臣法爾康也特別指示亞馬留「要維護這個殖民地的絕對主權」。

## 事件經過

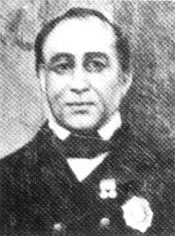
亞馬留

1846年4月21日，亞馬留抵達澳門並上任第79任總督，當時澳門的公務人員已有五個月收不到工資，修道院、孤兒院和教堂也得不到原本應有的救濟金。為解決財政問題，他一改以往歷來澳門總督對華親善的作風，採取強硬的擴張手段，在清朝於鴉片戰爭中敗於英國之際，計劃將澳門變成一個「絕對自治的殖民地」。1846年5月29日，亞馬留頒布總督令：根據1846年2月10日海事及海外部的規定，從當日起所有鋪戶、雜貨店，不論是固定的還是流動的，都必須得到許可方可營業。該命令即是宣佈對澳門居民徵收不動產稅、人頭稅和地租，需要繳納者也包括華人和其他外國人。他給華人店鋪編立字號，以徵收各種稅金，將葡屬澳門政府的管治勢力擴張至華人身上，若有不從者即派兵「拘拿鞭打」，這是澳門政府首次涉足華人商舖經營管轄權。
9月12日，亞馬留頒佈告示要求停泊在澳門內港的華人快艇（葡萄牙語：faitiões，客貨兩用的中式船）必須向港務局登記，並強制徵收每月澳門幣1元的稅款。對此澳門民眾以張貼揭帖回應：「葡萄牙人的錯舉不過證明他們欲步香港英國人的後塵，可他們卻忘記了澳門系葡萄牙人僦居之地，北、東屏山，南、西臨海，劃定之區屬其所有，別無長物，治理華民有縣丞，稽查船隻有關澳委員，實與香港大不相同。因此，葡萄牙人欲將二者混為一談，將澳門與香港同日而語，錯矣！我等華人生逢太平盛世，豈能甘受此等侮辱，是聚議上書大憲，令葡人守舊制，勿生是非。」亞馬留後來將所有未有納稅的船隻扣留。
10月初，華人船民開始在石角嘴卡（葡萄牙語：Pago de Novo）聚集及商議對策，集市裡的小販也加入當中，而中國官員同時也致函澳門，並四處張貼佈告以煽動民眾製造混亂向海關報復，亞馬留有見及此便增加了軍隊的戒備。

### 武裝衝突

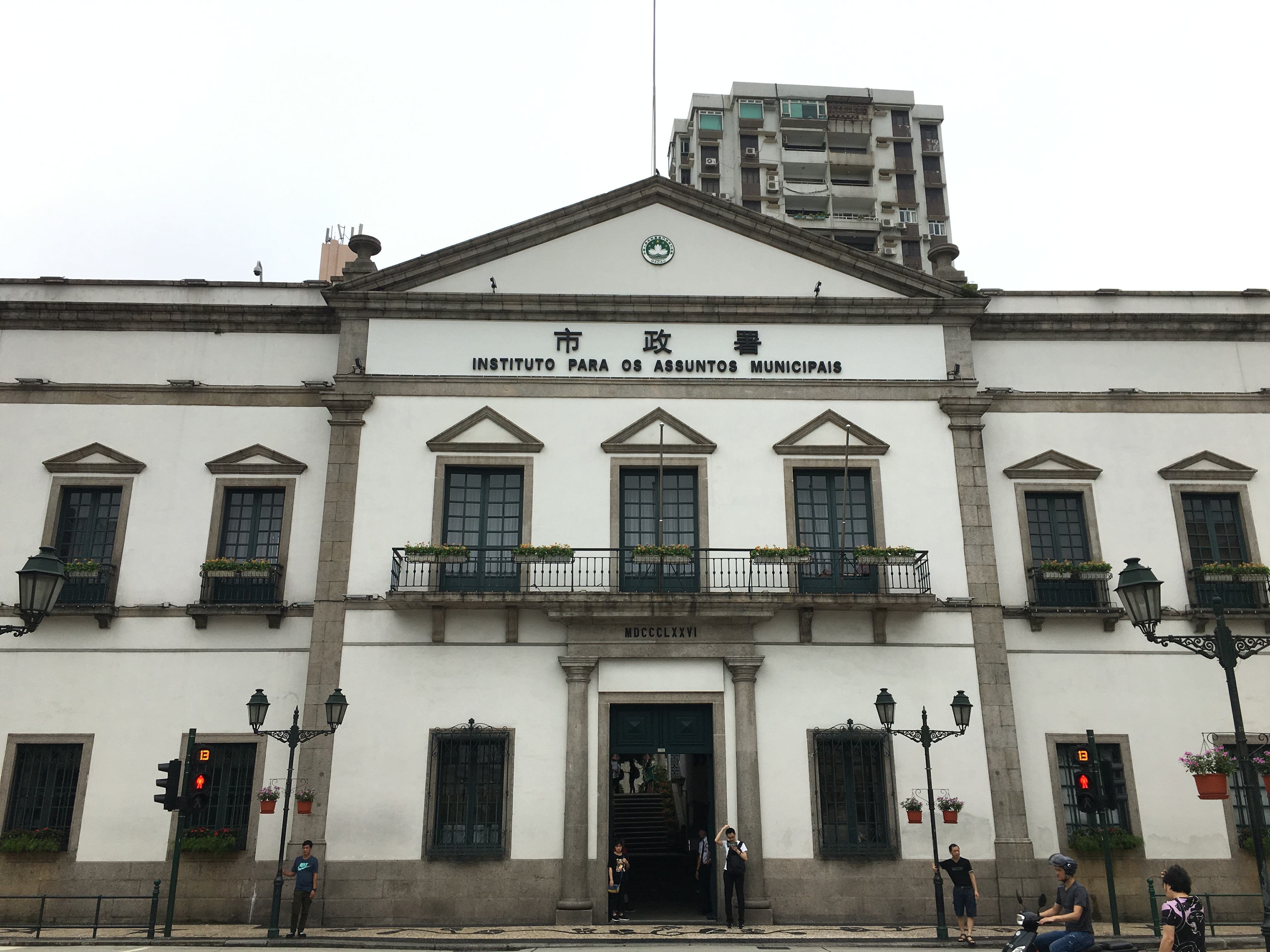
昔日為市政廳的現市政署大樓

1846年10月8日早晨，有40艘快艇船駛近澳門海灣，一些武裝大船運來了3門火砲，40艘船上的1,500多名華人船民跟地面上的人匯合，向澳葡當局的政府機關市政廳發動攻擊，他們與途中由亞馬留派出的衛戍部隊發生激戰，衝突期間葡方士兵出動了野戰炮，也有海關人員和武裝澳門葡人市民參戰，雙方相持激戰了一段時間後，葡方受傷輕微，船民則不敵敗退並撤回船上，葡兵則繼續向逃回船上的船民開槍射擊，大炮台和葡方兵船也向華人船群發炮，結果擊沉了20艘船，8艘船擱淺，部分船被俘獲，大批船民被殺。
亞馬留事後對事件大加贊揚，認為政府得到了澳門葡萄牙市民的支持，而華人商民在得知事件後罷市抗議，停止向葡人
販售食物和其他補給品。亞馬留威脅若各店鋪在24小時內不恢復營業，便會下令大炮台用炮火將整個市場區夷為平地。抗議者最終屈服，澳門的所有商店在10月9日上午恢復營業。同日，在亞馬留求援下，由英國海軍上校多薩爾（英語：Dausal）指揮的「禿鷲」（Vul- ture）軍艦駛近澳門，英方稱香港總督特派此艦來協助澳門總督，聽從澳門總督的調遣。「禿鷲」號後來在沒有進行任何干預下於12日離開。

### 中方反應
10月10日，兩名廣東省香山縣的中國官員前往澳門就事件進行會談，亞馬留沒有用以往澳葡接待中方官員的傳統儀式接待他們，更禁止他們的武裝隨行人員進入澳門城，亦禁止差役在澳門鳴鑼開道。翌日，兩名沒有帶上隨從的官員進入澳門，他們強調「來向澳督表達友好情意」，讚揚澳葡當局恢復了當地的秩序。會談開始時中方官員提出，若將中國船隻停泊澳門的問題提請廣東大吏處理，便能獲得妥善的結果，亞馬留則聲稱他擁有澳門所有華人居民的管轄權，任何他採取的行動皆沒有必要與中國官員磋商。兩名官員在享受一頓珍饈招待後離開，事件最終不了了之。